# Domitila de Castro
Domitila de Castro Canto e Melo (São Paulo, 27 de dezembro de 1797 — São Paulo, 3 de novembro de 1867), primeira e única viscondessa com grandeza e marquesa de Santos, foi uma nobre brasileira, célebre pela sua longa e influente relação amorosa com o imperador D. Pedro I.
Sua posição como favorita do imperador marcou profundamente o Primeiro Reinado, influenciando a corte, a política e a vida da família imperial, especialmente a relação de D. Pedro com a imperatriz Maria Leopoldina de Áustria. Após o fim do romance, Domitila retornou a São Paulo, onde se casou com o brigadeiro Rafael Tobias de Aguiar, um dos políticos mais influentes da província, tornando-se uma poderosa matriarca, respeitada por suas atividades filantrópicas e sua forte personalidade. Sua figura histórica, complexa e controversa, foi objeto de intensa disputa memorialística, sendo retratada ao longo do tempo como uma vilã ambiciosa, uma heroína romântica e, mais recentemente, como uma mulher que desafiou as convenções sociais e exerceu notável agência sobre sua própria vida.

## Origens e Juventude

### Família e nascimento

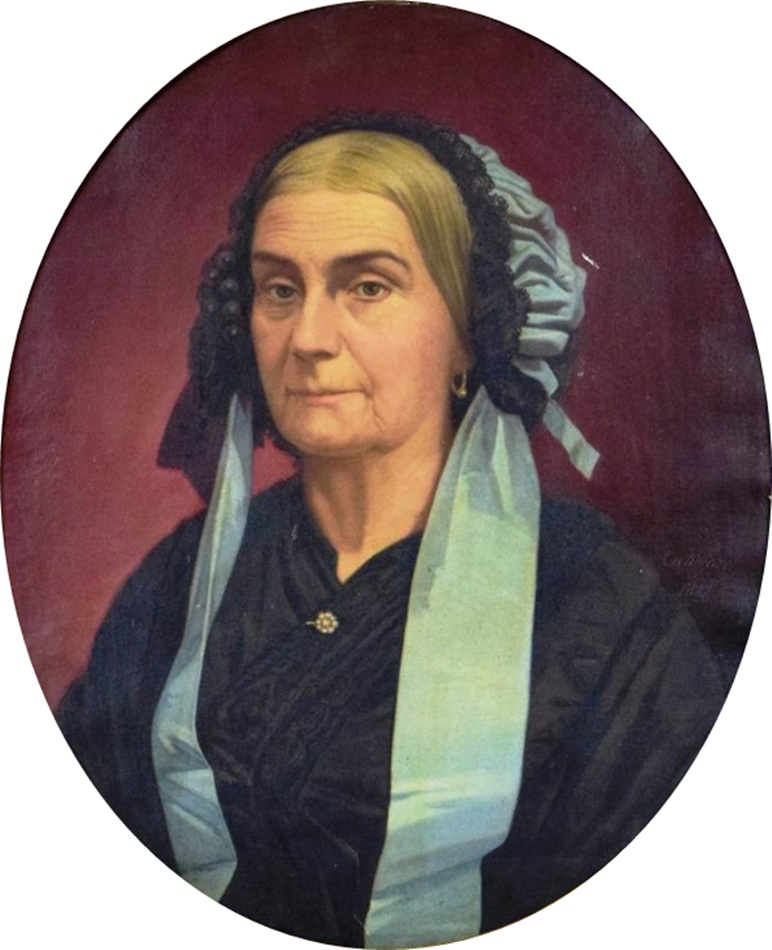
Pintura de Domitila

Domitila nasceu em São Paulo, filha de João de Castro Canto e Melo, primeiro visconde de Castro, e de Escolástica Bonifácia de Toledo Ribas. Era neta do coronel Carlos José Ribas e descendia de importantes famílias da elite paulista, como os Toledo Piza, sendo tetraneta do patriarca Simão de Toledo Piza. Foi batizada em 7 de março de 1798 na antiga Igreja da Sé, em São Paulo, tendo como padrinho o alferes José Duarte e Câmara. Tinha oito irmãos: João, José, Maria, Pedro, Maria Benedita, Ana Cândida, Fortunata, Francisco; e uma meia-irmã chamada Matilde Eufrosina.

### Primeiro casamento e violência doméstica
Em 13 de janeiro de 1813, aos quinze anos, Domitila casou-se com o alferes Felício Pinto Coelho de Mendonça (1790–1833), oficial do Corpo dos Dragões de Vila Rica (atual Ouro Preto). A historiografia, baseada em seu processo de divórcio, descreve Felício como um homem violento e jogador compulsivo, que submetia a esposa a agressões físicas constantes. Após o casamento, o casal mudou-se para Vila Rica, onde nasceram seus três primeiros filhos.
Devido aos contínuos maus-tratos, Domitila retornou à casa dos pais em São Paulo em 1816. Embora o casal tenha tentado uma reconciliação em 1818, a violência de Felício se intensificou. O episódio mais grave ocorreu na manhã de 6 de março de 1819, quando Felício, movido por ciúmes e questões financeiras, atacou Domitila com duas facadas, uma na coxa e outra no abdômen, perto da fonte de Santa Luzia, em São Paulo. Felício foi preso, e Domitila, após se recuperar, iniciou uma longa batalha judicial pela separação. O divórcio só foi oficialmente concedido em 21 de maio de 1824, quando ela já era a amante do imperador. A documentação do processo revela que a acusação de adultério, usada por detratores para justificar a violência, era infundada. Na verdade, as testemunhas e provas indicaram que Felício tentara assassiná-la para se apossar das terras que herdaram em Minas Gerais.
| Nome                                        | Vida                                          | Notas |
| ------------------------------------------- | --------------------------------------------- | --- |
| Francisca Pinto Coelho de Mendonça e Castro | 13 de Novembro de 1813 – 16 de Agosto de 1833 | Casou-se com seu tio, Brigadeiro José de Castro do Canto e Melo, com quem teve uma filha, Escolástica.                                                            |
| Felício Pinto de Mendonça e Castro          | 20 de Novembro de 1816 – 15 de Julho de 1879  | Moço Fidalgo da Casa Imperial e Comendador da Ordem de Cristo. Teve sua educação em Paris custeada pelo governo imperial, mas não concluiu os estudos a contento. |
| João Pinto Coelho de Mendonça               | Abril de 1818 – 1819                          | Morreu na infância. Sua saúde frágil foi atribuída a um parto prematuro, consequência de um espancamento sofrido por Domitila durante a gestação.                 |

## A Relação com D. Pedro I

### O início do romance e a ascensão na Corte

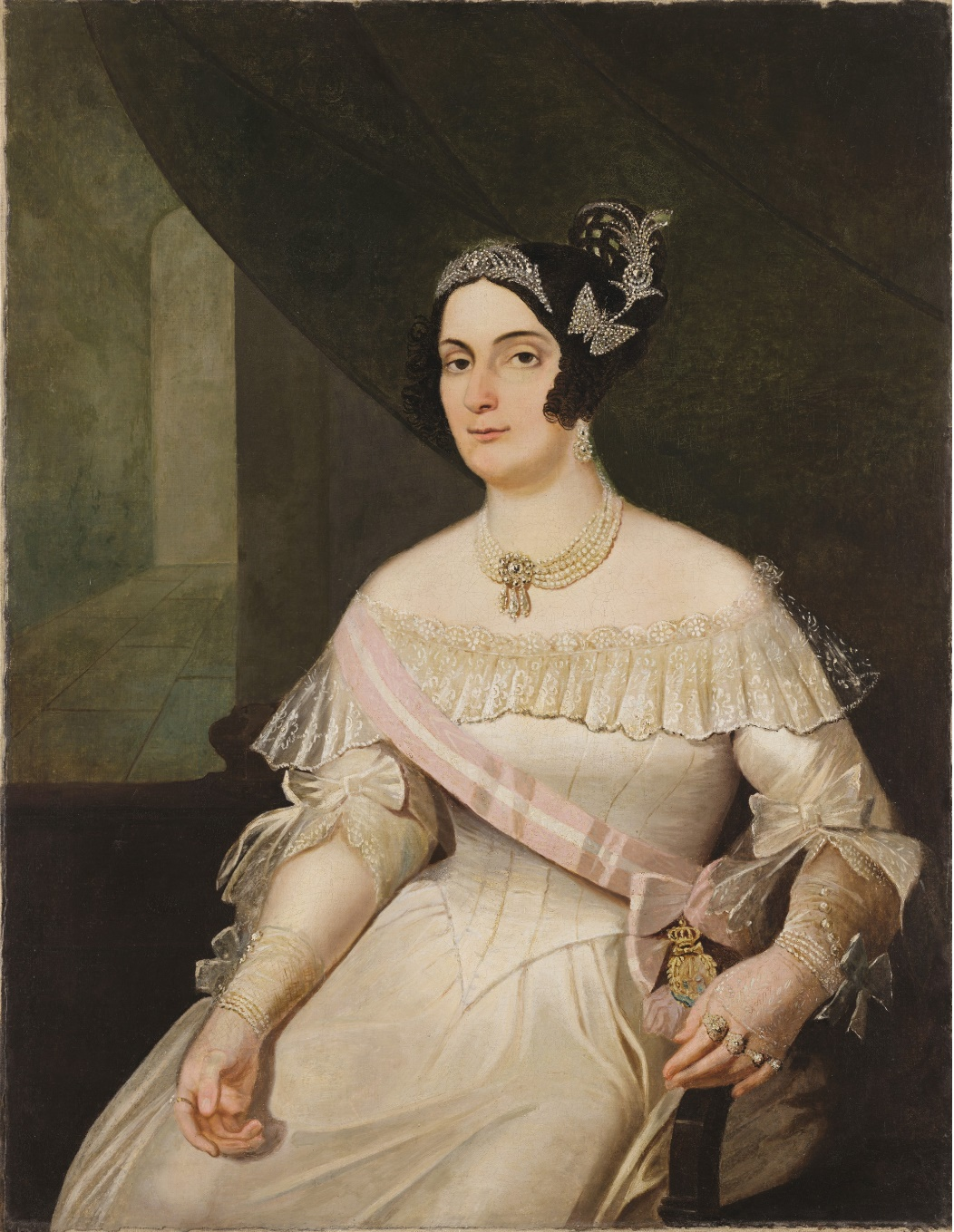
Marquesa de Santos, em torno dos 31 anos de idade, ostentando a faixa da Ordem Real de Santa Isabel, c.1829

Domitila conheceu D. Pedro em 29 de agosto de 1822, em São Paulo, poucos dias antes da Proclamação da Independência. O relacionamento se consolidou rapidamente e, em 1823, o já Imperador do Brasil instalou Domitila em uma casa no Rio de Janeiro. A relação, que durou cerca de sete anos, foi a mais longa e notória de D. Pedro, embora ele mantivesse outros casos paralelos, inclusive com a irmã de Domitila, Maria Benedita.

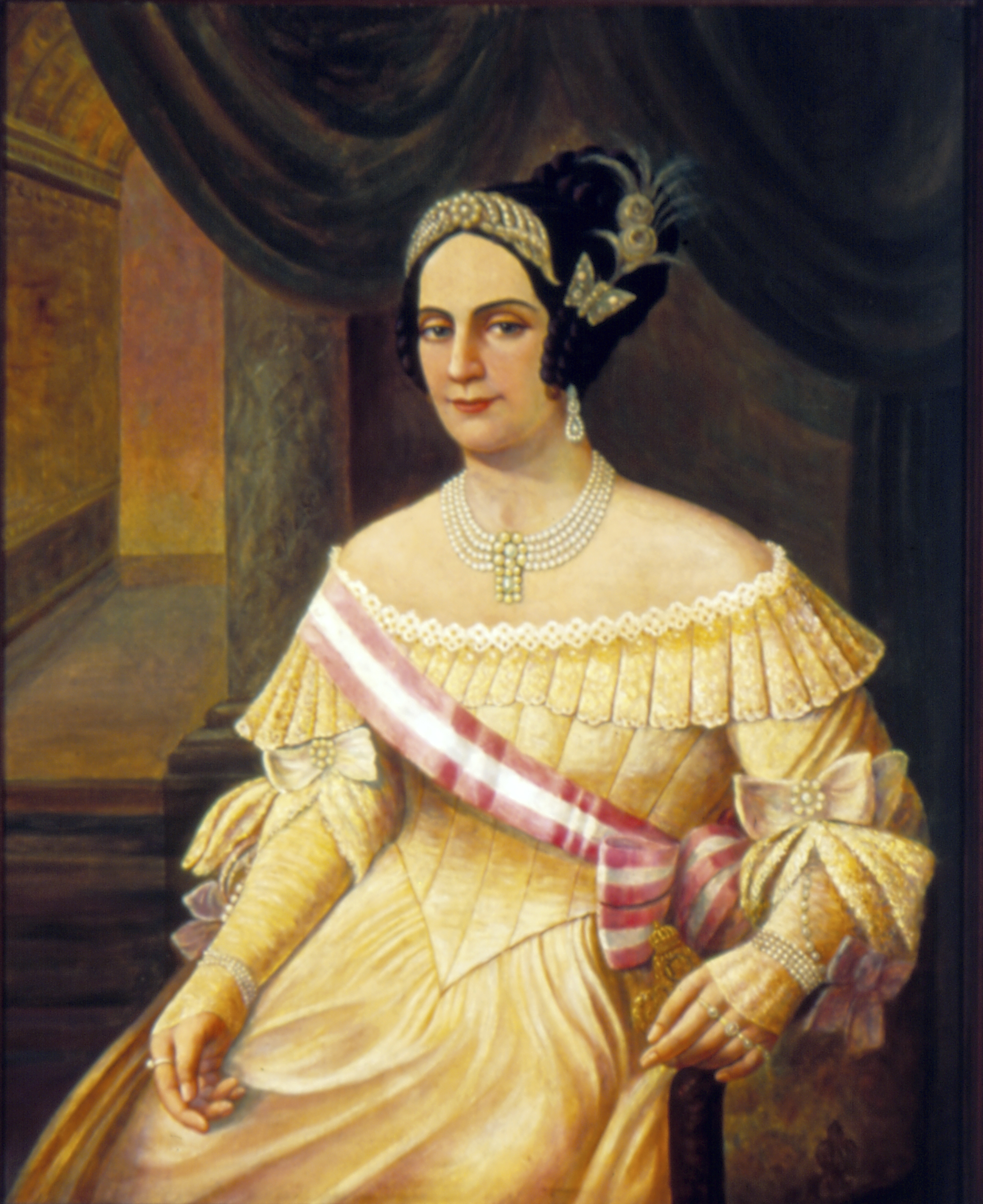
Domitila de Castro Canto e Melo a Marquêsa de Santos retrato de Scholze Maximiliano

Em 1826, Domitila recebeu de presente do imperador a famosa "Casa Amarela", uma luxuosa mansão em estilo neoclássico próxima à residência oficial da família imperial, a Quinta da Boa Vista. Sua ascensão foi meteórica. D. Pedro concedeu-lhe títulos, honrarias e uma posição de destaque na corte:
- Dama Camarista da Imperatriz (04 de abril de 1825): Uma posição de honra no círculo íntimo da Imperatriz Leopoldina, o que foi visto como uma afronta direta a ela.
- Viscondessa de Santos (12 de outubro de 1825): Recebeu o título com as honras de grandeza do Império.[15]
- Marquesa de Santos (12 de outubro de 1826): Seu título foi elevado no ano seguinte.
- Ordem Real de Santa Isabel (04 de abril de 1827): Foi agraciada com a prestigiosa ordem honorífica portuguesa.

A escolha do título "de Santos" foi uma provocação direta aos irmãos Andrada, inimigos políticos do imperador e naturais de Santos. Em exílio na França, José Bonifácio escreveu, indignado: 
"Quem sonharia que a michela (prostituta) Domitila seria viscondessa da pátria dos Andradas! Que insulto desmiolado!".— José Bonifácio de Andrada e Silva
 A família de Domitila também foi elevada à nobreza, recebendo títulos e posições na corte, o que consolidou o poder de seu clã.

### Rivalidade com a Imperatriz Leopoldina
A presença ostensiva de Domitila na corte causou profundo sofrimento e humilhação à Imperatriz Maria Leopoldina. A nomeação da amante como dama de companhia foi o ápice do escândalo, forçando a imperatriz a conviver oficialmente com a rival. A morte de Leopoldina, em dezembro de 1826, gerou uma crise política e acusações de que a angústia causada pelo caso amoroso e uma suposta agressão física de D. Pedro teriam precipitado sua morte. Embora a versão da agressão tenha se popularizado, relatos médicos da época apontam para uma infecção puerperal como causa mortis. Em uma carta enviada à sua irmã, a futura Imperatriz do Brasil, Maria Luísa, Leopoldina desabafou sobre Domitila: 
O monstro sedutor é a causa de todas as desgraças.
. A morte da popular imperatriz abalou a imagem de D. Pedro I e intensificou a hostilidade pública contra a Marquesa.

### A intimidade do poder: As cartas e os filhos

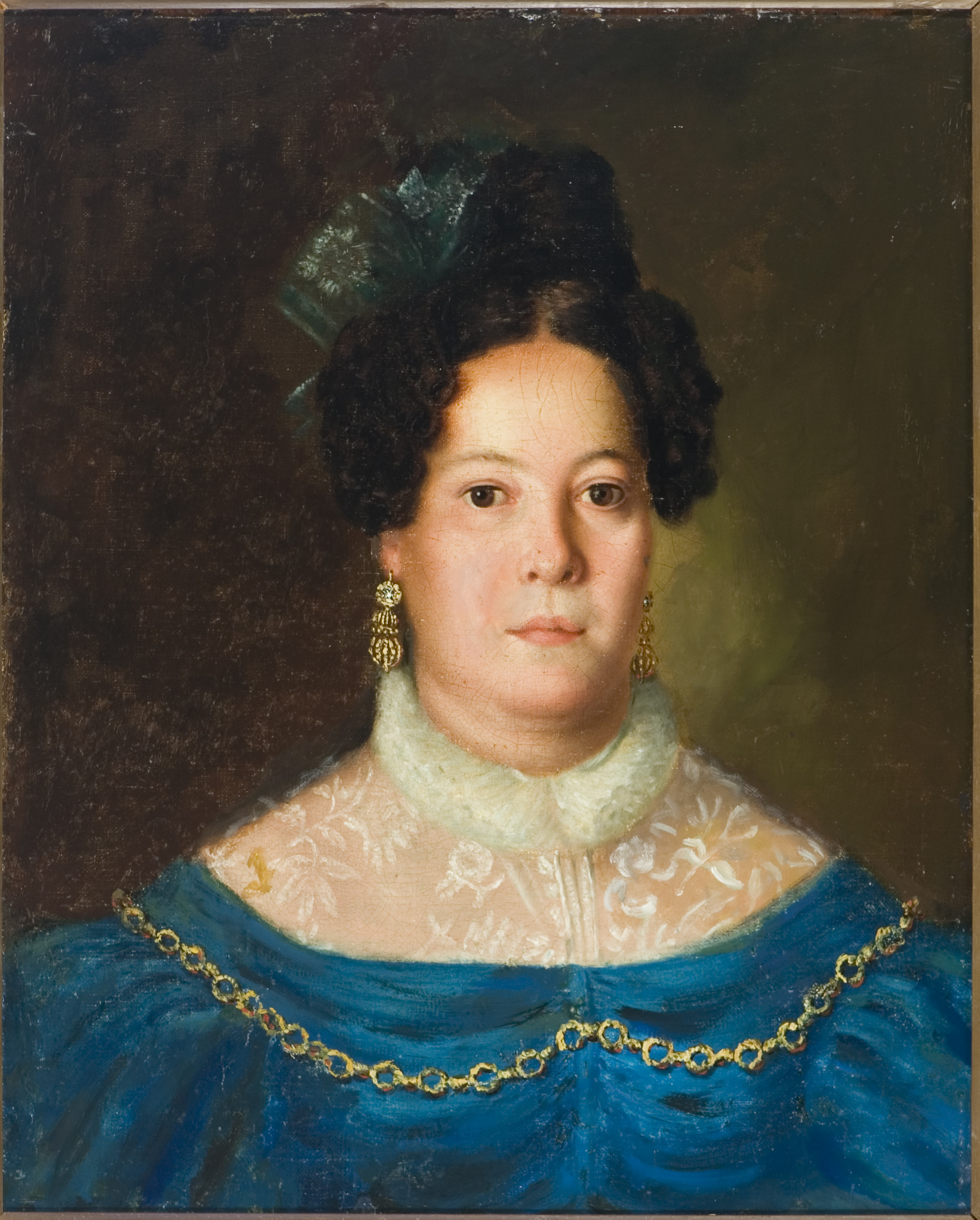
Marquesa de Santos no final da década de 1820.

As mais de 180 cartas trocadas entre D. Pedro e Domitila, analisadas por biógrafos como Alberto Rangel e Paulo Rezzutti, revelam a profundidade e a complexidade da relação. Nelas, o imperador usava o apelido de "Demonão", enquanto se referia a Domitila como "Titília". A correspondência mescla juras de amor com assuntos de Estado, fofocas da corte e detalhes íntimos, incluindo desenhos eróticos e linguagem vulgar, demonstrando uma paixão avassaladora que influenciava o humor e as decisões do monarca.
Dessa relação nasceram cinco filhos, dos quais apenas dois chegaram à idade adulta. D. Pedro legitimou sua prole com a Marquesa, concedendo títulos e status, algo incomum para filhos fora do casamento na época.
| Nome                                 | Retrato | Vida                                            | Notas |
| ------------------------------------ | ------- | ----------------------------------------------- | --- |
| Filho Sem Nome                       |         | 1823                                            | Natimorto. |
| Isabel Maria de Alcântara Brasileira |         | 23 de Maio de 1824 – 3 de Novembro de 1898      | Reconhecida oficialmente e agraciada com o título de Duquesa de Goiás em 1826, recebendo o tratamento de "Sua Alteza". Foi a primeira pessoa a receber um título ducal no Império do Brasil. Casou-se com Ernst Fischler von Treuberg, Conde de Treuberg, e viveu na Europa. |
| Pedro de Alcântara Brasileiro        |         | 7 de Dezembro de 1825 – 13 de Março de 1826     | Morreu na infância. Havia planos de lhe conceder o título de "Duque de São Paulo". |
| Maria Isabel de Alcântara Brasileira |         | 13 de Agosto de 1827 – 25 de Outubro de 1827    | Morreu na infância. Há registros de que seria titulada "Duquesa do Ceará", mas a morte prematura impediu a oficialização. |
| Maria Isabel de Alcântara Bourbon    |         | 28 de Fevereiro de 1830 – 5 de Setembro de 1896 | Nascida após o rompimento de D. Pedro com a Marquesa. Foi reconhecida no testamento do pai, mas não recebeu título de nobreza dele. Casou-se com Pedro Caldeira Brant, tornando-se Condessa de Iguaçu.                                                                       |

### O fim do romance e o exílio da Corte
A relação de D. Pedro e Domitila terminou em 1829. Pressionado a contrair um novo matrimônio para garantir a sucessão e restaurar sua imagem na Europa, o imperador negociou o casamento com a princesa Amélia de Leuchtenberg. A família da noiva e as cortes europeias, horrorizadas com o escândalo da amante, impuseram como condição o afastamento definitivo de Domitila da corte.
O Barão Wenzel de Mareschal, embaixador austríaco, relatou que D. Pedro se convencera de que a presença da Marquesa era "inoportuna" e que sua partida para São Paulo era essencial. D. Pedro comprou as propriedades dela no Rio, incluindo a Casa Amarela (que mais tarde abrigaria a jovem rainha Maria II de Portugal), e Domitila retornou à sua província natal, encerrando o capítulo mais intenso e controverso de sua vida.

## A Matriarca de São Paulo

### Segundo casamento e aliança de poder

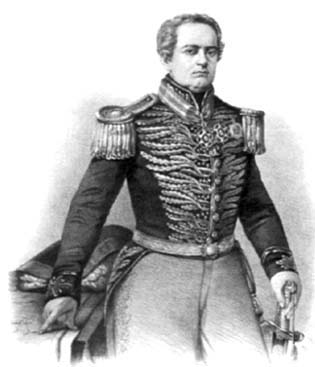
Brigadeiro Rafael Tobias de Aguiar (1794-1857), segundo marido da Marquesa de Santos.

De volta a São Paulo, Domitila não se retirou da vida pública. Em 1833, uniu-se a uma das figuras mais poderosas da província, o brigadeiro Rafael Tobias de Aguiar (1794–1857). Rico tropeiro e fazendeiro de Sorocaba, Tobias de Aguiar era um líder do Partido Liberal (Império), conhecido como "Reizinho de São Paulo" por sua influência e fortuna. O casamento, oficializado em Sorocaba em 1842, representou uma poderosa aliança entre o prestígio e a riqueza de Domitila e o poder político de Tobias. Juntos, formaram um dos clãs mais influentes de São Paulo.

### A Revolução Liberal de 1842
Em 1842, Tobias de Aguiar foi um dos principais líderes da Revolução Liberal, um levante contra o governo conservador do Império. Com a iminente derrota dos rebeldes para as tropas lideradas por Luís Alves de Lima e Silva, então Barão de Caxias, Tobias fugiu para o sul, mas foi capturado e preso na Fortaleza da Laje, no Rio de Janeiro. Demonstrando lealdade e coragem, a Marquesa viajou para a corte e solicitou ao jovem imperador D. Pedro II permissão para viver com o marido na prisão e cuidar de sua saúde, o que foi concedido. Anistiado em 1844, o casal retornou a São Paulo, onde foi recebido com grandes festas.
A união com Tobias de Aguiar durou 24 anos, até a morte dele em 1857, e foi o relacionamento mais longo da vida de Domitila. Tiveram seis filhos.
| Nome                                 | Vida                                          | Notas                                                                                   |
| ------------------------------------ | --------------------------------------------- | --------------------------------------------------------------------------------------- |
| Rafael Tobias de Aguiar e Castro     | 21 de Maio de 1834 – 31 de Outubro de 1891    | Bacharel em Direito, casou-se com a prima Ana Cândida de Oliva Gomes. Sem descendência. |
| João Tobias de Aguiar e Castro       | 17 de Junho de 1835 – 28 de Outubro de 1901   | Casou-se com a prima Ana Barros de Aguiar, com quem teve descendência.                  |
| Gertrudes de Aguiar e Castro         | Junho de 1837 – 20 de Abril de 1841           | Morreu na infância.                                                                     |
| Antônio Francisco de Aguiar e Castro | 26 de Junho de 1838 – 12 de Julho de 1905     | Casou-se com Placidina Adélia de Brito, com quem teve descendência.                     |
| Brasílico de Aguiar e Castro         | 4 de Agosto de 1840 – 22 de Fevereiro de 1891 | Casou-se com Júlia Augusta de Vasconcelos Tavares, com quem teve descendência.          |
| Heitor de Aguiar e Castro            | 1842 – 1846                                   | Morreu na infância.                                                                     |

## Vida tardia, morte e legado

### O Solar da Marquesa e a vida em São Paulo

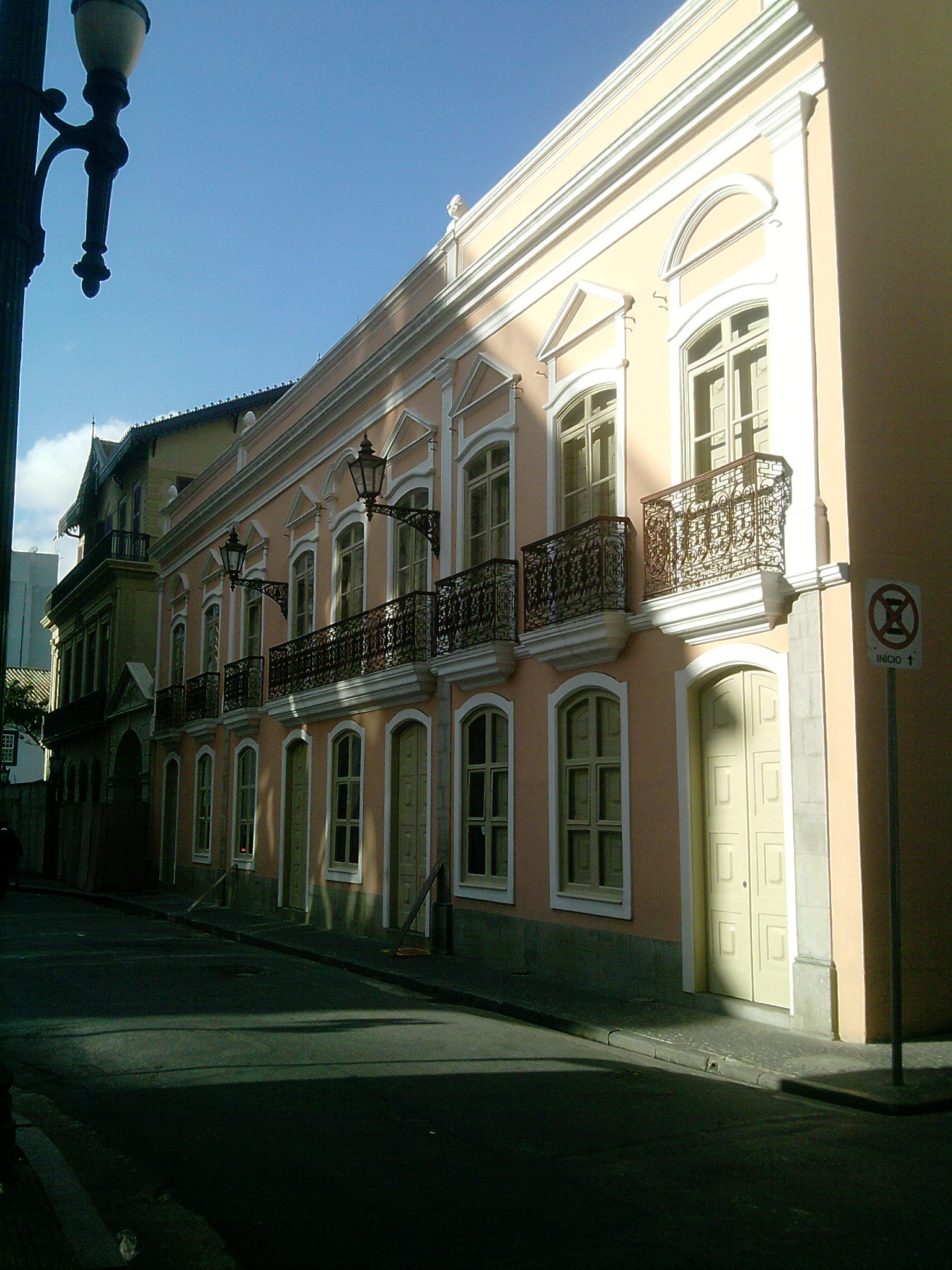
O Solar da Marquesa de Santos, atual sede do Museu da Cidade de São Paulo.

Em 1834, Domitila adquiriu um vasto casarão no centro de São Paulo, hoje conhecido como Solar da Marquesa de Santos. O imóvel, único remanescente urbano da época construído em taipa-de-pilão no centro histórico, tornou-se um dos principais pontos de encontro da elite paulistana, palco de saraus e bailes. Após ficar viúva de Tobias de Aguiar, a Marquesa se tornou uma figura respeitada, dedicando-se a obras de caridade, auxiliando estudantes da Faculdade de Direito do Largo de São Francisco e amparando os necessitados. O biógrafo Paulo Rezzutti destaca que, ao contrário do que a historiografia tradicional sugeria, Domitila nunca foi uma "pobre coitada", mas sim uma hábil administradora de sua fortuna e uma mulher consciente de seu poder, como demonstra uma carta a um genro: "Eu sendo mulher lembro-me do futuro".

### Morte e devoção popular

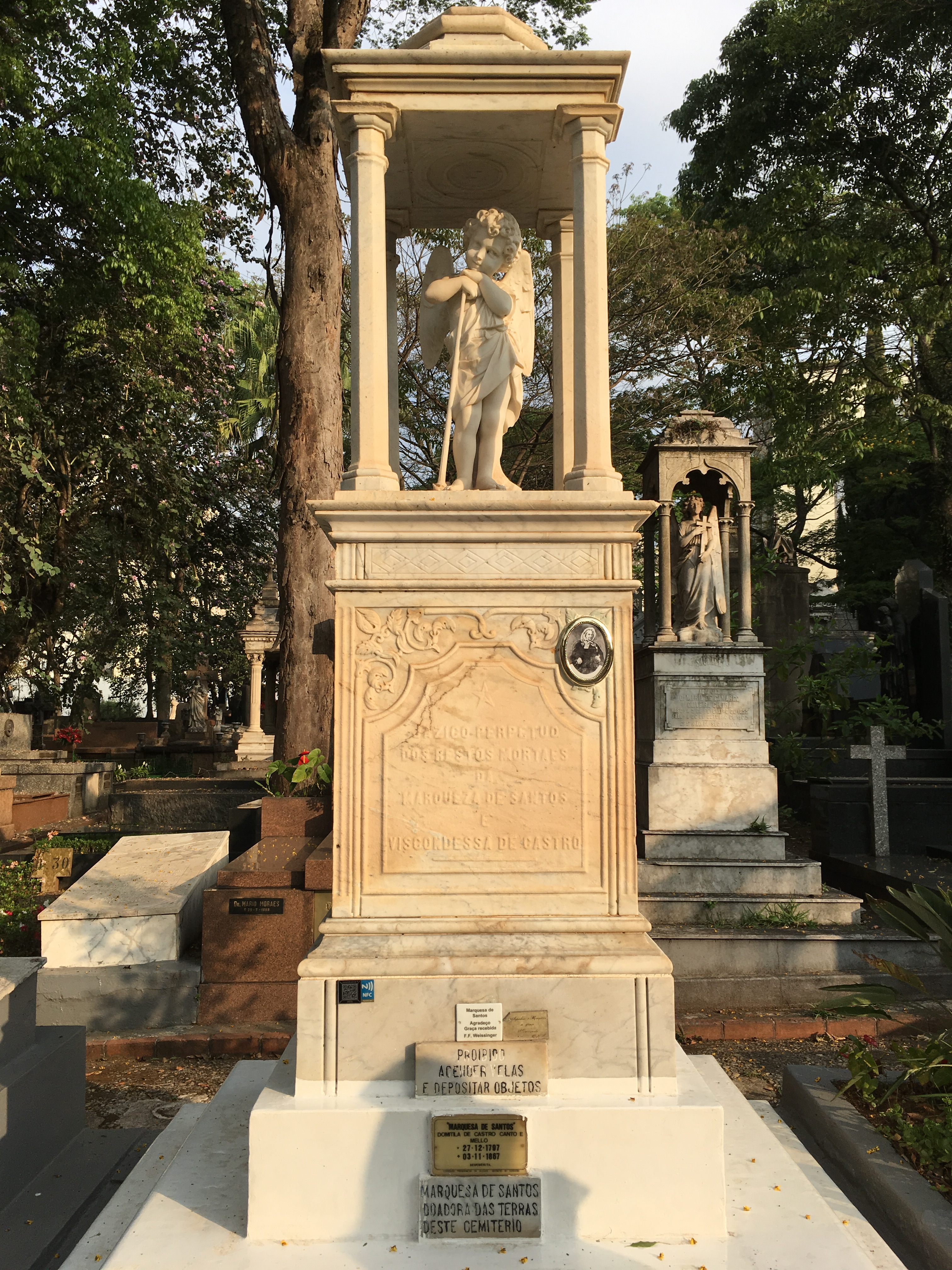
Sepultura da Marquesa de Santos no Cemitério da Consolação.

Domitila morreu de enterocolite em 3 de novembro de 1867, em seu solar. Foi sepultada no Cemitério da Consolação, em um jazigo construído com uma doação de 2 contos de réis feita por ela mesma para a capela do cemitério. No mesmo local estão enterrados seu irmão, seu filho Felício e sua filha com D. Pedro, a Condessa de Iguaçu.
Seu túmulo tornou-se um local de peregrinação e é constantemente adornado com flores frescas. Domitila transformou-se em uma espécie de "santa popular", invocada por prostitutas (por ter sido estigmatizada em vida) e por mulheres que buscam um bom casamento, inspiradas em sua capacidade de se reerguer e formar uma nova família de prestígio após o escândalo com o imperador. O sanfoneiro Mario Zan, um de seus mais famosos devotos, cuidou do jazigo por anos e foi enterrado em frente ao dela.

## Análise historiográfica: A construção de uma imagem
A figura de Domitila de Castro é um caso exemplar de como a imagem de uma mulher pode ser construída e disputada pela historiografia. Ao longo de quase dois séculos, ela transitou entre os papéis de vilã, vítima e heroína, refletindo as mudanças sociais e ideológicas de cada época.
- A vilã e a "michela": A primeira imagem de Domitila foi forjada por seus inimigos políticos, notadamente José Bonifácio de Andrada e Silva. Em suas correspondências e nos círculos de oposição, ela era retratada como uma prostituta ("michela"), uma alpinista social ambiciosa cuja influência nefasta sobre D. Pedro I ameaçava a moralidade e a estabilidade do Império. Essa visão negativa foi perpetuada por cronistas e historiadores do século XIX, que a culpavam pela decadência da imagem do imperador e pelo sofrimento da virtuosa Imperatriz Leopoldina.[30]

- A heroína romântica: No século XX, uma nova interpretação surgiu, em grande parte moldada pelo sucesso do romance A Marquesa de Santos (1925), de Paulo Setúbal. Nessa versão, Domitila é transformada em uma heroína romântica, protagonista de uma avassaladora história de amor com o imperador. Embora ainda sensual e transgressora, sua figura é humanizada e justificada pela força da paixão. Essa visão romantizada dominou o imaginário popular, sendo reforçada por inúmeras adaptações para o teatro, cinema e televisão.[30]

- A mulher à frente de seu tempo: A partir do final do século XX, com o avanço dos estudos de gênero e da Nova História, biógrafos como Alberto Rangel e, mais recentemente, Mary del Priore e Paulo Rezzutti, passaram a oferecer uma visão mais crítica e multifacetada. Baseando-se em novas fontes, como as cartas íntimas e o processo de divórcio, esses autores revelaram uma Domitila mais complexa. Rezzutti, em particular, argumenta que o foco exclusivo no caso amoroso obscureceu "90% de sua vida".[25] Ele a apresenta como uma mulher resiliente, que sobreviveu a um casamento violento, negociou sua posição na corte, administrou com inteligência uma grande fortuna e se restabeleceu em São Paulo como uma matriarca poderosa e respeitada. Essa perspectiva moderna não a absolve de suas ambiguidades, mas a reconhece como uma figura de notável agência, que soube manobrar com as ferramentas que tinha dentro de uma sociedade rigidamente patriarcal.[31]

## Representações na cultura
A vida de Domitila inspirou uma vasta produção cultural, consolidando seu lugar no imaginário brasileiro.

### Cinema
- Independência ou Morte (1972), interpretada por Glória Menezes.

### Televisão
- Marquesa de Santos (1984), minissérie da Rede Manchete, com Maitê Proença no papel-título.
- O Quinto dos Infernos (2002), minissérie da Rede Globo, interpretada por Luana Piovani.
- Novo Mundo (2017), telenovela da Rede Globo, interpretada por Agatha Moreira.

### Ópera e Música
- Domitila (2000), ópera de câmara de João Guilherme Ripper.